# Ranapurgada
Ranapurgada es una ciudad censal situada en el distrito de Nayagarh en el estado de Odisha (India). Su población es de 10001 habitantes (2011). Se encuentra a 62 km de Bhubaneswar y a 80 km de Cuttack. 

## Demografía
Según el censo de 2011 la población de Ranapurgada era de 10001 habitantes, de los cuales 5152 eran hombres y 4849 eran mujeres. Ranapurgada tiene una tasa media de alfabetización del 84,48%, superior a la media estatal del 72,87%: la alfabetización masculina es del 90,62%, y la alfabetización femenina del 78,04%.